# Mammillaria tonalensis
Mammillaria tonalensis ist eine Pflanzenart aus der Gattung Mammillaria in der Familie der Kakteengewächse (Cactaceae). Das Artepitheton tonalensis bedeutet ‚vom Standort Puente de Tonala, Oaxaca, Mexiko.

## Beschreibung
Mammillaria tonalensis bildet aus vielen Ablegern mit faserigen Wurzeln größere Polster aus. Die aufrecht oder gespreizten Triebe sind schlang zylindrisch geformt. Sie sind grün und werden bis zu 12 Zentimeter hoch oder auch höher und 2 bis 3,5 Zentimeter im Durchmesser groß. Die Warzen sind stumpf konisch geformt. Die Axillen bleiben nackt oder sie sind nur leicht mit Wolle besetzt. Ein kastanienbrauner Mitteldorn ist vorhanden. Er wird im Alter dunkler und ist bis zu 1,8 Zentimeter lang. Die 9 bis 12 Randdornen sind nadelig, gerade und kalkig weiß mit brauner Spitze. Sie werden bis zu 1 Zentimeter lang.
Die karminroten Blüten haben weißliche Ränder. Sie werden bis zu 1,5 Zentimeter lang und 1 bis 1,2 Zentimeter im Durchmesser groß. Die Früchte sind leuchtend rot. Sie enthalten schwarze Samen.

## Verbreitung, Systematik und Gefährdung
Mammillaria tonalensis ist im mexikanischen Bundesstaat Oaxaca verbreitet.
Die Erstbeschreibung erfolgte 1979 durch David Richard Hunt. Ein nomenklatorisches Synonym ist Escobariopsis tonalensis (D.R.Hunt) Doweld (2000).
In der Roten Liste gefährdeter Arten der IUCN wird die Art als „Least Concern (LC)“, d. h. als nicht gefährdet geführt.

## Nachweise